# Campionati del mondo di atletica leggera indoor 2016 - 3000 metri piani femminili
La gara degli 3000 metri piani maschili dei campionati del mondo di atletica leggera indoor 2024 si è svolta il 20 marzo.
Il tempo di qualificazione era 9'00"00 indoor o 8'36"00 outdoor.

## Podio
| Pos.    | Atleta          | Nazionalità | Tempo   |
| ------- | --------------- | ----------- | ------- |
| Oro     | Genzebe Dibaba  | Etiopia     | 8'47"43 |
| Argento | Meseret Defar   | Etiopia     | 8'54"26 |
| Bronzo  | Shannon Rowbury | Stati Uniti | 8'55"55 |

## Situazione pre-gara

### Record
Prima di questa competizione, il record del mondo e il record dei campionati erano i seguenti.
| Record                | Prestazione | Atleta                     | Data e luogo                      | Competizione                     |
| --------------------- | ----------- | -------------------------- | --------------------------------- | -------------------------------- |
| Record mondiale       | 8'16"60     | Genzebe Dibaba Etiopia     | 6 febbraio 2014 Stoccolma, Svezia | Globen Galan                     |
| Record dei campionati | 8'33"82     | Elly van Hulst Paesi Bassi | 4 marzo 1989 Budapest, Ungheria   | Campionati del mondo indoor 1989 |

### Campione in carica
Il campione mondiale in carica era:
| Campione        | Atleta                 | Prestazione | Data e luogo                | Competizione                     |
| --------------- | ---------------------- | ----------- | --------------------------- | -------------------------------- |
| Mondiale indoor | Genzebe Dibaba Etiopia | 8'55"04     | 9 marzo 2014 Sopot, Polonia | Campionati del mondo indoor 2014 |

### La stagione
Prima di questa gara, gli atleti con le migliori tre prestazioni dell'anno erano:
| Pos. | Atleta                 | Prestazione | Data e luogo                         |
| ---- | ---------------------- | ----------- | ------------------------------------ |
| 1    | Genzebe Dibaba Etiopia | 8'22"50     | 19 febbraio 2016 Sabadell, Spagna    |
| 2    | Meseret Defar Etiopia  | 8'30"83     | 14 febbraio 2016 Boston, Stati Uniti |
| 3    | Gelete Burka Etiopia   | 8'33"76     | 19 febbraio 2016 Sabadell, Spagna    |

## Risultati

### Finale

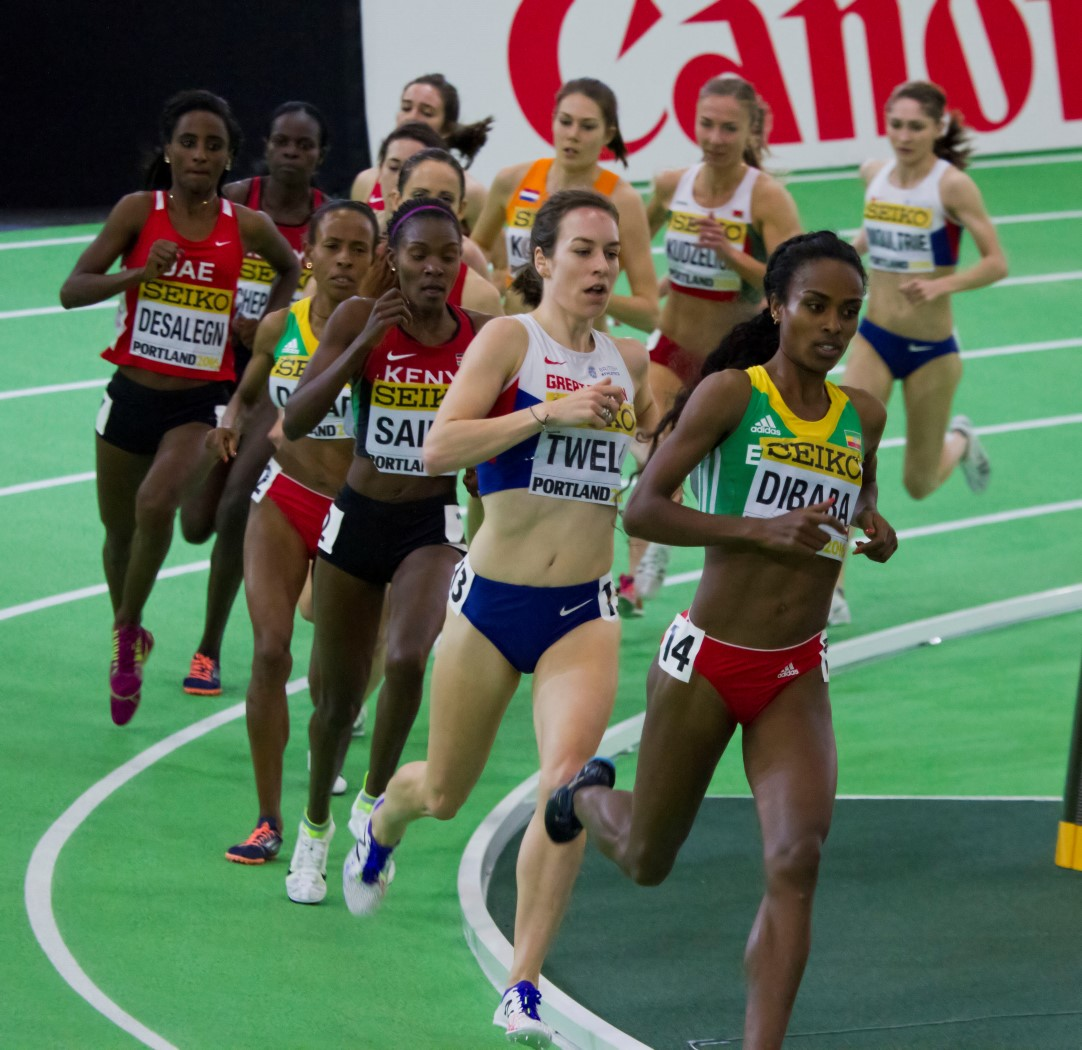
Le prime fasi di gara

La finale diretta si è tenuta il 20 marzo a partire alle ore 13:45.
| Pos     | Atleta              | Nazionalità         | Tempo   | Note |
| ------- | ------------------- | ------------------- | ------- | ---- |
| Oro     | Genzebe Dibaba      | Etiopia             | 8'47"43 |      |
| Argento | Meseret Defar       | Etiopia             | 8'54"26 |      |
| Bronzo  | Shannon Rowbury     | Stati Uniti         | 8'55"55 |      |
| 4       | Maureen Koster      | Paesi Bassi         | 8'56"44 |      |
| 5       | Abbey D'Agostino    | Stati Uniti         | 8'58"40 |      |
| 6       | Stephanie Twell     | Regno Unito         | 9'00"38 |      |
| 7       | Betsy Saina         | Kenya               | 9'01"86 |      |
| 8       | Jessica O'Connell   | Canada              | 9'05"71 |      |
| 9       | Nancy Chepkwemoi    | Kenya               | 9'07"63 |      |
| 10      | Sviatlana Kudzelich | Bielorussia         | 9'17"45 |      |
| 11      | Sheila Reid         | Canada              | 9'19"67 |      |
| 12      | Josephine Moultrie  | Regno Unito         | 9'29"10 |      |
|         | Betlhem Desalegn    | Emirati Arabi Uniti | 9'03"30 | dq   |
|         | Renata Pliś         | Polonia             | dns     |      |